# Депортес Консепсьон
«Депо́ртес Консепсьо́н» (исп. Club Deportes Concepción) — чилийский футбольный клуб из города Консепсьон.

## История
Клуб был основан 29 февраля (по другим данным 25 февраля накануне матча с  СССР)  1966 года организациями нескольких футбольных клубов, такими как «Гальварино», «Ливерпуль», «Хувениль Унидо», «Санта-Фе» и «Клуб Лорд Кокрейн». Клуб является одним из популярнейших в области Био-Био, главными соперниками «Депортес Консепсьон» выступают команды «Фернандес Виаль» и «Уачипато». «Депортес Консепсьон» принимает гостевые команды на стадионе Мунисипаль де Консепсьон, вмещающем 35 000 зрителей.
«Депортес Консепсьон» дебютировал во втором по силе дивизионе Чили в 1966 году и выиграл турнир в нём год спустя, завоевав тем самым повышение в Примеру.
В 1991 году клуб добился права представлять Чили в Кубке Либертадорес, в котором «Депортес Консепсьон» преодолел 1-й раунд, но уступил в 1/8 финала колумбийской «Америке Кали».
В 1993 году команда вылетела из Примеры, заняв 15-е место при 16-ти участниках, но ей тут же удалось вернуться обратно, выиграв во втором дивизионе в 1994 году.
В 1999 году клуб представлял Чили в Кубке КОНМЕБОЛ, в котором смог дойти до 1/2 финала, где уступил аргентинскому «Тальерес».
В 2001 году «Депортес Консепсьон» во второй раз принял участие в Кубке Либертадорес, в котором ему удалось победить в домашних играх аргентинский «Сан-Лоренсо» и боливийский «Хорхе Вильстерманн». В 1/8 финала чилийцы уступили бразильскому «Васко да Гама», имеющему в то время в своём составе Ромарио.
В 2002 году клуб вновь финишировал на 15-м месте при 16-ти участниках в итоговой таблице Примеры и вылетел из неё, сумев вернуться обратно в 2004 году.
В 2006 году деятельность клуба была приостановлена из-за долгов и невыплаченных зарплат игрокам. В 2007 году «Депортес Консепсьон» был восстановлен и играл в Первом дивизионе.
По окончании сезона 2015/16 «Депортес Консепсьон» объявил о приостановлении функционирования своей профессиональной футбольной команды из-за накопившихся долгов. С 2020 года участвует во Втором дивизионе Чили.

## Клубные факты
- Сезонов в Примере (34): 1968—1981, 1985—1993, 1995—2002, 2005, 2007—2008
- Сезонов в Примере B (16): 1966—1967, 1982—1984, 1994, 2003—2004, 2009—2016
- Сезонов во Втором дивизионе (3): 2020—н. в.
- Сезонов в Третьем дивизионе (2): 2018—2019
- Самая крупная победа: 7:1 (против Сантьяго Морнинг 1976)
- Самое крупное поражение: 7:0 (против Универсидад де Чили 1987) 7-1 (против Коло-Коло 1995)
- Лучшее итоговое место в Примере: 2-е (1975)
- Лучший бомбардир: Освальдо Кастро (65 голов)

## Достижения
- Второй дивизион: 2

1967, 1994

## Участие в южноамериканских кубках
- Кубок Либертадорес (2):
  - Второй раунд — 1991
  - Второй раунд — 2001
- Кубок КОНМЕБОЛ (1):
  - 1/2 финала — 1999